# HD 181433 b
HD 181433 b — экзопланета, находящаяся приблизительно на расстоянии примерно 87 световых лет от Солнца в созвездии Павлина. Одна из трёх планет у звезды HD 181433.
Планета имеет массу по меньшей мере в 7,56 раз больше массы Земли. Классифицируется как суперземля с большой полуосью орбиты 0,08 а.е. и эксцентриситетом 0,396. François Bouchy и др. опубликовали работу с подробным описанием планетной системы HD 181433 в Astronomy and Astrophysics.